# Valeri Sjmarov
Valeri Sjmarov (Russisch: Валерий Валентинович Шмаров) (Voronezj, 23 februari 1965) is een Russisch voormalig voetballer en trainer.

## Biografie
Sjmarov begon zijn carrière bij Fakel Voronezj en CSKA Moskou maar braak pas echt door bij Spartak Moskou, waarmee hij in 1987 en 1989 de landstitel won. In 1990 was hij samen met Oleg Protasov topschutter van de Sovjet Top Liga. Na de val van het communisme trok hij naar het Duitse Karlsruhe en speelde daar drie jaar en dan nog een jaar bij Arminia Bielefeld alvorens terug te keren naar Spartak waar hij in 1996 opnieuw de landstitel veroverde. Hij speelde daarna nog voor Fakel Voronezj en sloot zijn carrière af bij Arsenal Toela.
Hij speelde drie wedstrijden voor het nationale team van de Sovjet-Unie en debuteerde op 23 augustus 1989 in een vriendschappelijke wedstrijd tegen Polen.